# Taharka
Taharka var från 690 till 664 f.Kr. den näst siste faraon av Egyptens tjugofemte dynasti. Han var också kung över Kush, ett rike i den norra delen av nuvarande Sudan. Taharka svarade liksom företrädaren Shabaka för stor byggenskap, särskilt i området kring Thebe.
Assyrierna anföll år 671 Egypten och erövrade de norra delarna, inklusive Memfis.  År 667 erövrades hela Egypten av Assurbanipal, som tillsatte lydkungen Necho. Taharka dog 664 som detroniserad farao.

## Bildgalleri

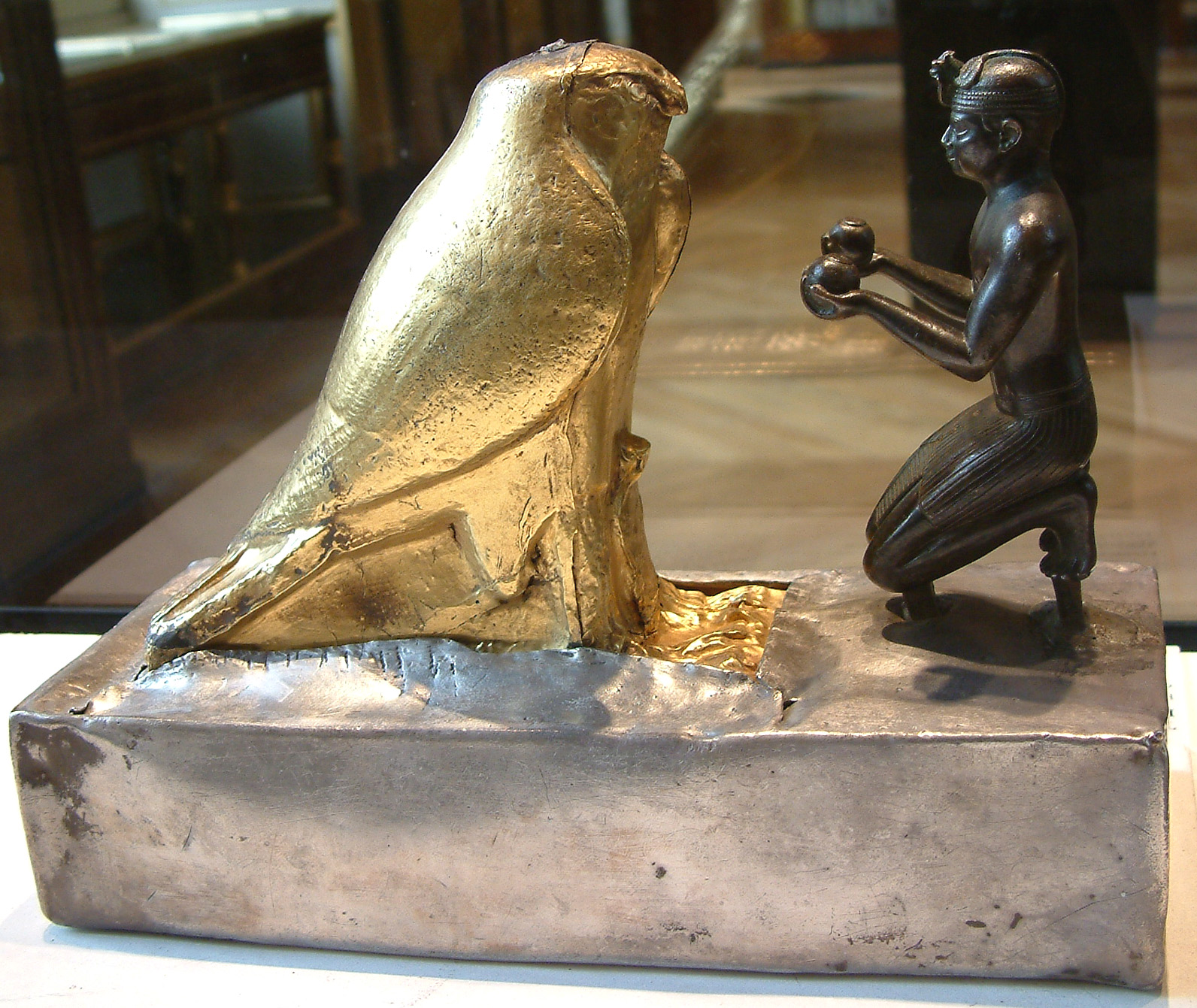
Taharka som offrar vin till falkguden Hemen.
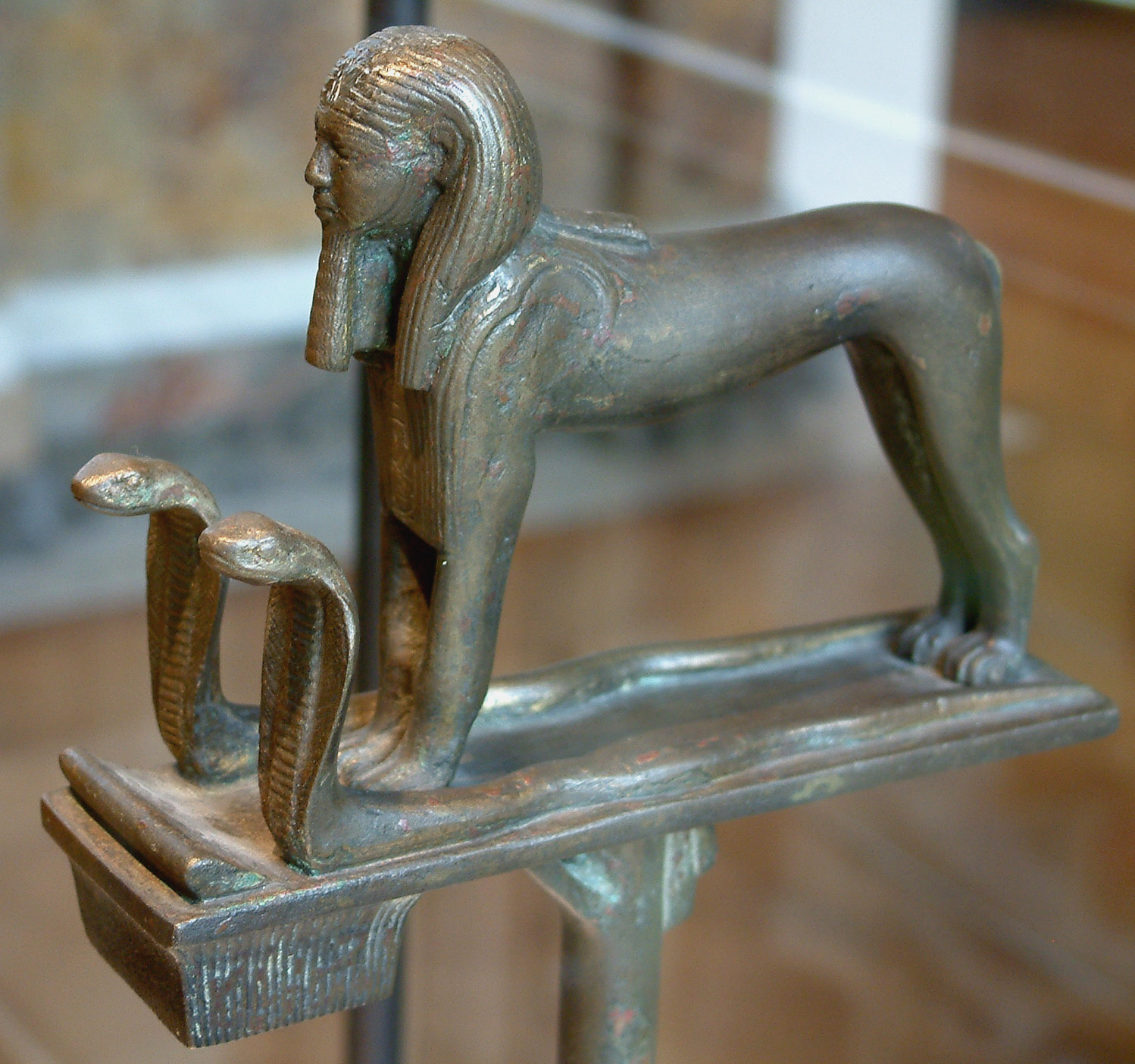
Taharka som sfinx.
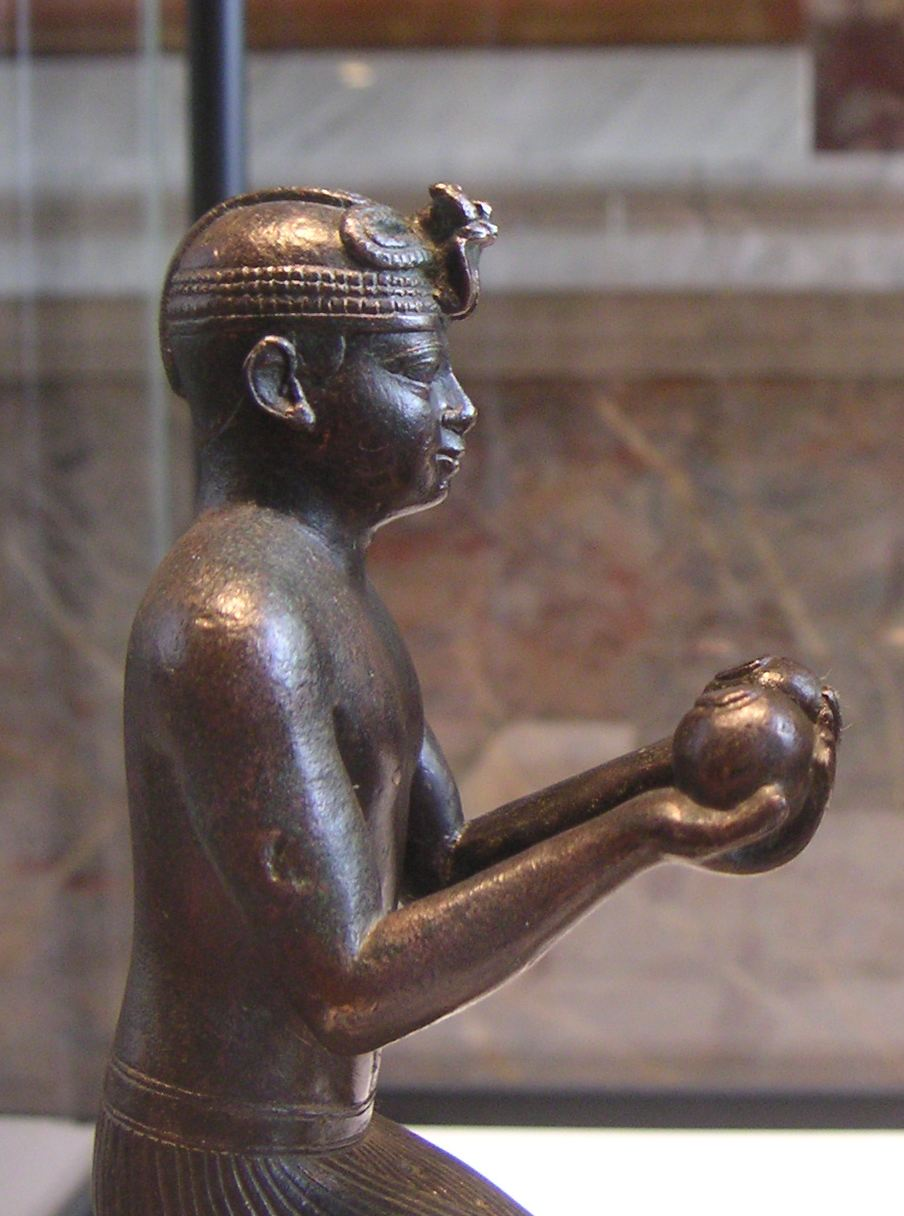
Närbild av Taharka.
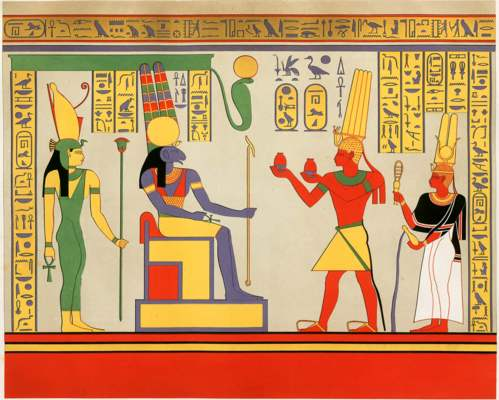
Taharka och drottning Takahatenamun vid Gebel Barkal (i Sudan).
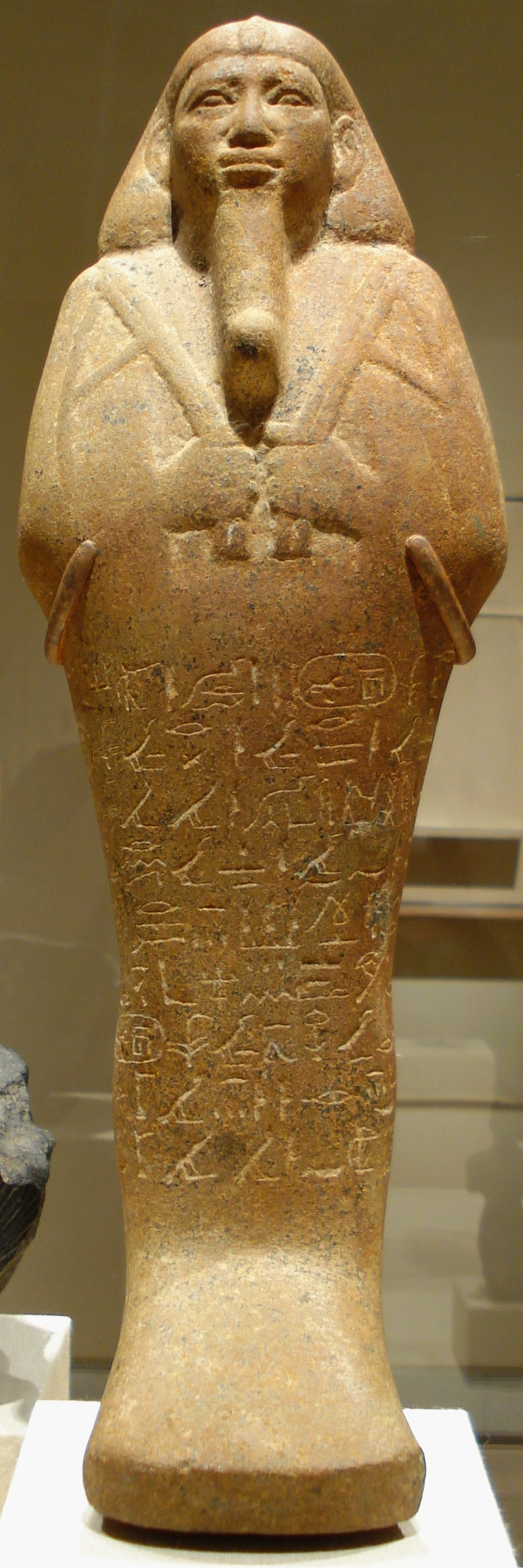
Taharkas shabti.
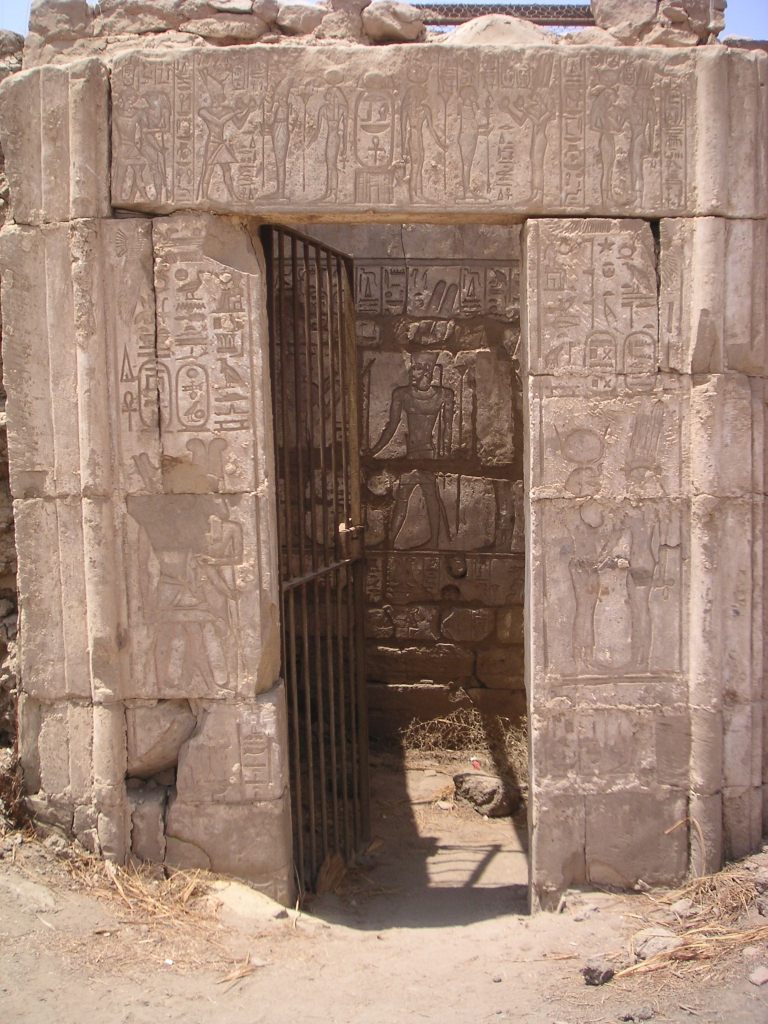
Taharka och Shepenwepets helgedom
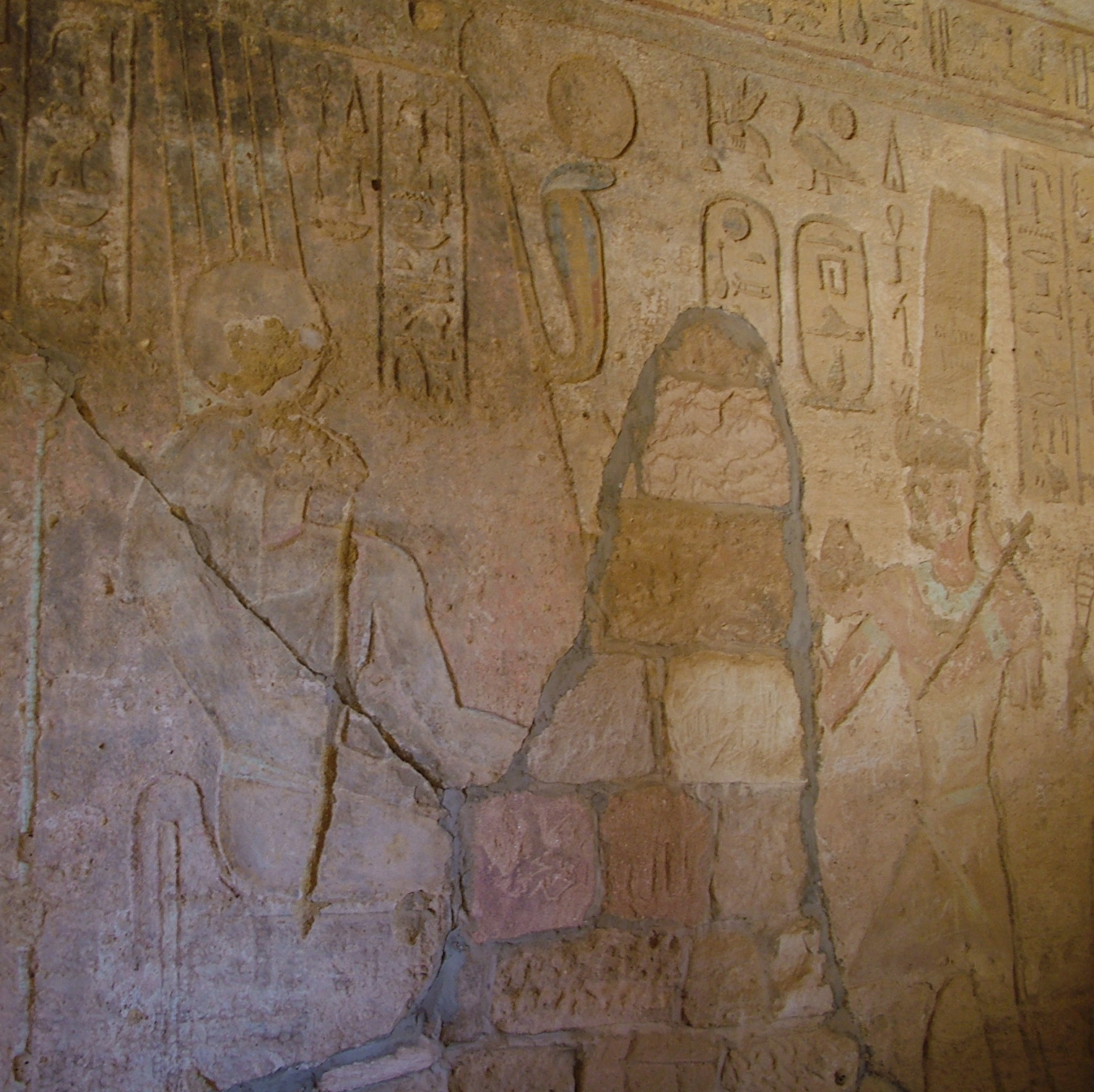
Taharka inför guden Amun vid ett tempel i Gebel Barkal cirka 300 f. Kr.
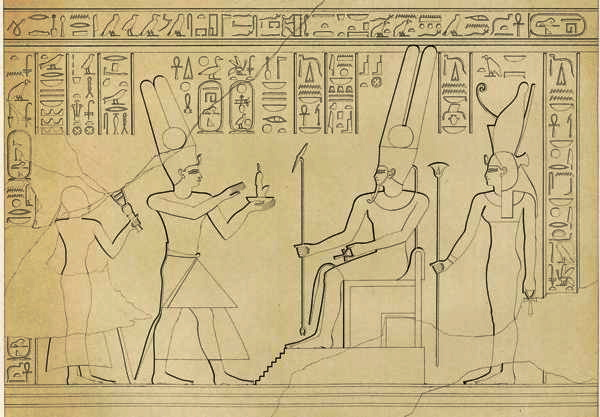
Taharka och hans moder, drottning Abar, i Gebel Barkal – rum C.
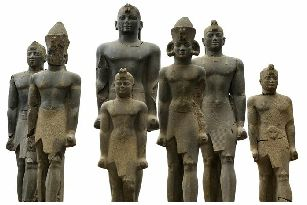
Statyer från Doukki Gel (dåvarande huvudstad i lydriket Kerma i Nubien), med bland annat Taharka.